# Loxoconcha pontica
Loxoconcha pontica is een mosselkreeftjessoort uit de familie van de Loxoconchidae. De wetenschappelijke naam van de soort is voor het eerst geldig gepubliceerd in 1937 door Klie.